# Sierra Entertainment
Sierra Entertainment – amerykańskie przedsiębiorstwo istniejące w latach 1979–2008, które zajmowało się wydawaniem, produkowaniem i dystrybuowaniem gier komputerowych. Jego siedziba mieściła się w Los Angeles, a samo przedsiębiorstwo było częścią holdingu Activision Blizzard. W 2008 podjęto decyzję o zamknięciu Sierry.

## Historia

### Początki
On-Line Systems jest początkową nazwą dzisiejszej Sierry Entertainment. Firma została założona w 1979 r. przez Kena i Robertę Williams w ich podmiejskim domu na przedmieściach Los Angeles w Kalifornii. Bezpośrednią inspiracją do powstania firmy (i fabularnych gier komputerowych) był program typu Interactive Fiction o nazwie Adventure napisany na MIT w 1976 przez Willa Crowthera, a później rozszerzona w 1977 przez Dona Woodsa.

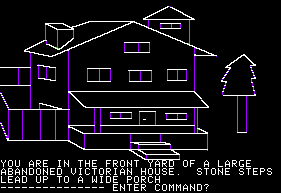
Pierwsza gra Sierry – Mystery House

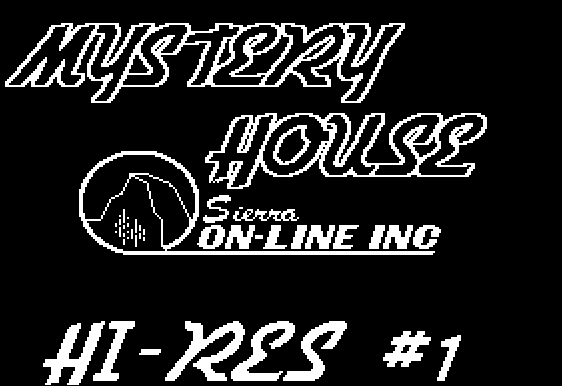
Pierwsze logo Sierry w screenie z gry Mystery House)

Używając pożyczonych komputerów TRS-80 Williamsowie rozpoczęli pisanie najbardziej zaawansowanych gier w tym czasie. Roberta Williams rozpoczęła wtedy prace nad pomysłem połączenia tekstu i grafiki w grach. Ponad miesiąc zajęło Kenowi napisanie kodu gry bazującego na pomyśle Roberty. Tak powstała pierwsza gra graficzno-tekstowa – Mystery House, dostępna na komputery Apple II. Tekstowi towarzyszyły czarno-białe rysunki. Druga gra Williamsów, The Wizard and the Princess, była już kolorowa. Większość dystrybuowanych egzemplarzy Wizard została rozprowadzona samodzielnie przez Williamsów. Przemysł komputerów domowych był wtedy jeszcze w powijakach, więc pierwsze egzemplarze zostały sprzedane do pojedynczych klientów i do małych hobbystycznych sklepów komputerowych. Popyt na grę szybko jednak wzrastał, napędzany głównie przez popularność Apple II. W ciągu roku Williamsowie przenieśli firmę do Oakhurst w Kalifornii i zmienili nazwę na Sierra On-Line. Do końca 1981 r. The Wizard and the Princess sprzedało się w liczbie 60 tys. kopii.

### King’s Quest – pierwsza 3D gra przygodowa
W 1983 r. IBM zaproponował firmie Sierra napisanie gry na nowy komputer: IBM PCjr. W wyniku 'tajnego' porozumienia powstała legendarna gra: King’s Quest – pierwsza trójwymiarowa przygodówka (tak naprawdę gra nie była trójwymiarowa w sensie w jakim teraz rozumiemy).
Pod koniec lat 80. Sierra otwarcie oświadczyła, że jej głównym wrogiem jest telewizja i za cel sobie stawia uwolnienie młodych ludzi z kanapy w pokoju telewizyjnym.
W 1988 r. Sierra stała się spółką akcyjną, weszła na giełdę (NASDAQ) i zmieniła nazwę na Sierra On-Line Inc.

### Lata 90.
Sierra wkraczając w lata 90. zaczęła nabywać firmy związane z przemysłem gier komputerowych: Dynamix (1990), Bright Star Technology (1992), Coktel Vision (1993) i Impressions Games (1995). Ponadto zdobycze obejmowały: Green Thumb Software (1995), subLOGIC (1995) Arion Software (1995), Papyrus Design Group (1995), Berkeley Systems (1997), Books That Work (1997), PyroTechnix (1997) i Headgate (1997). Sierra nabyła również w 1995 r. Pixellite Group, zyskując tym samym prawa do używania Print Artist.
W 1991 r. Sierra udostępniła usługę online nazwaną The Sierra Network. Były to usługi typu CompuServe czy Prodigy, z tą różnicą, że Sierra oferowała w pełni graficzny interface. Tematycznie była to krzyżówka monarchii z forum tematycznym, na którym użytkownicy mogli dyskutować na listach mailowych, wymieniać się emailami czy grać w gry komputerowe. Później Sierra Network zmieniła nazwę na ImagiNation Network i została sprzedana w 1994 do AT&T, który z kolei sprzedał do AOL w 1996.
W 1994 r. Sierra przeniosła swoje centrum do Bellevue w stanie Waszyngton, aby zdobyć więcej młodych, uzdolnionych pracowników.
W lipcu 1996, firma została sprzedana CUC International; Ken Williams ustąpił ze stanowiska prezesa Sierry, jednak pozostał jeszcze przez rok w firmie jako doradca oraz pracował w CUC jako dyrektor działu sprzedaży.
Bob Davidson został następcą Kena Williamsa, jednak na krótko, ponieważ również odszedł z CUC.
W maju 1997 r. CUC ogłosiło, że zamierza połączyć się HFS Incorporated pod wspólną nazwą Cendant Corporation. Po fuzji, która została sfinalizowana w grudniu 1997 r. Sierra stała się częścią Cendant Software. W kwietniu 1998 r. Cendant ogłosił, że CUC sfałszowało swoje zeznania podatkowe zwiększając wartość firmy o ponad 500 mln $. Po procesie sądowym, prezesowi CUC, Kirkowi Sheltonowi udowodniono 14 oszustw podatkowych. Została za to skazany na 10 lat więzienia oraz ukarany grzywną o wysokości 3,27 mld $.
Następstwem ujawnienia oszustw podatkowych był drastyczny spadek cen akcji Cendant z 39$ do ~20$ w ciągu jednego dnia. Spowodowało to straty na około 14 mld $.
Przez ten czas kierownictwo Sierry zmieniło się i David Grenewetski – utalentowany biznesmen, rozpoczął władanie firmą. Jego nazwisko będzie kojarzyło się fanom z serią złych decyzji handlowych.
Po szoku, jaki ogarnął Sierrę i całą Cendant Software (razem z Davidson & Associates i Knowledge Adventure), zostały one sprzedane jeszcze raz francuskiemu wydawcy Havas w listopadzie 1998 r., który to z kolei został przejęty przez Vivendi jeszcze w tym samym miesiącu.
22 lutego 1999 r. decyzją zarządu pod przewodnictwem Davida Grenewetskiego zostało zamkniętych wiele studiów producenckich. Największym wstrząsem było zamknięcie Yosemite Entertainment. Ten dzień fani nazwali „Czarnym Poniedziałkiem” lub „Chainsaw Monday”. Z powodu reorganizacji przedsiębiorstwa pracę straciło ponad 250 pracowników.
Kolejna reorganizacja dotycząca Sierra Studios, Sierra Sports, Sierra Attractions i Sierra Home przyniosła ponad 100 zwolnień.

### Lata 00.
Sierra wchodząc w XXI w. kontynuowała wydawanie udanych produktów. Najlepszym przykładem jest Half-Life i Empire Earth, które to podkreśliły konsekwentne sukcesy Sierry. Firma z 700 pracownikami była jednak cieniem dawnej chwały, ale wciąż została głównym graczem w przemyśle rozrywkowym.
14 sierpnia 2001 r. Sierra On-Line ogłosiła zamknięcie Dynamix studio, zwalniając tym samym 97 osób. Takie posunięcie było uważane za ostatni gwóźdź do przyszłej trumny Sierry. Dynamix stworzył wiele znanych tytułów, ale znajdował się przez ostatnie lata w finansowych kłopotach. Po skandalu z Cendant, który poważnie wpłynął na firmę, nie było już miejsca dla nierentownego studio, mimo że cieszyło się popularnością wśród fanów.
15 sierpnia miały miejsce kolejne zwolnienia. Pracę straciło 148 osób, głównie ze stanowisk biurowych, administracyjnych czy prawniczych.
Po tych wszystkich cięciach Sierra została z 330 pracownikami w Bellevue i około 175 osobami w innych lokalizacjach. Jej pozycja coraz bardziej się osłabiała.
19 lutego 2002 Sierra On-Line oficjalnie oświadczyła o zmianie nazwy na Sierra Entertainment, Inc. Nowa nazwa ma dokładniej odzwierciedlać zaangażowanie przedsiębiorstwa w rozwijanie szerokiego asortymentu produktów rozrywkowych, wliczając w to gry zarówno na PC jak i konsole nowej generacji.
Rok 2004 to kolejne cięcia finansowe i zwolnienia pracowników. Zamknięte zostały biura w Bellevue, w sumie pracę straciło około 350 osób.
Po bardzo złym przyjęciu przez fanów Sierry przeprowadzonych cięć, Vivendi ogłosiło, że nazwa firmowa i logotyp Sierra wciąż będą używane na produktach Vivendi Games.
W roku 2006, Sierra została odbudowana z nowym zespołem zarządzającym na czele z Markiem Tremblayem. Sierra obecnie zatrudnia około 500 ludzi w 4 lokalizacjach i pracuje nad nowymi produktami.
W końcu roku 2007 nastąpiło połączenie się Activision i Vivendi Games (a tym samym Sierra Entertainment) w jedną wytwórnię – Activision Blizzard.

## Przełomowe gry Sierry
- Mystery House: pierwsza tekstowa gra przygodowa z grafiką
- King’s Quest I: pierwsza gra 3D
- King’s Quest IV: cykl dzień/noc, pierwsza gra wykorzystująca stereofoniczną kartę muzyczną
- King’s Quest V: pierwsza gra w trybie VGA

## Studia producenckie
- Massive Entertainment
- Radical Entertainment
- Swordfish Studios
- High Moon Studios

### Nieistniejące studia producenckie
- Coktel Vision (część Vivendi)
- Dynamix (Zamknięte)
- Impressions Games (Zamknięte)
- Bright Star Technology (Zamknięte)
- Yosemite Entertainment (Zamknięte)
- Synergistic Studios (Zamknięte)
- Front Page Sports (Zamknięte)
- Books That Work (Zamknięte)
- Green Thumb Software (Zamknięte)
- Papyrus Design Group (Zamknięte)
- Headgate (odsprzedane do poprzedniego właściciela)
- Berkeley Systems (Zamknięte)

### Producenci gier, którzy wydają swoje tytuły pod szyldem Sierry
- Blizzard Entertainment
- Breakaway Games
- Evryware
- Game Arts
- The Whole Experience
- Nihon Falcom
- Relic Entertainment (do 2004 roku)
- Stainless Steel Studios
- Valve
- Monolith Productions

## Gry Sierry

### Gry przygodowe
- Mystery House (1980, wyprodukowana w 1979, ponownie wydana przez SierraVenture w 1982)
- Mission Asteroid (1980, ponownie wydana przez SierraVenture w 1982)
- The Wizard and the Princess / Adventure in Serenia (1980, ponownie wydana przez SierraVenture w 1982)
- Cranston Manor (1981)
- Ulysses and the Golden Fleece (1981, ponownie wydana przez SierraVenture w 1982)
- Time Zone (1982, wyprodukowana 1981, ponownie wydana przez SierraVenture w 1982)
- Softporn Adventure (1981, prekursor gry Leisure Suit Larry)
- The Dark Crystal (1982)
- Dragon’s Keep (1983)
- Troll’s Tale (1983)
- Gelfling Adventure (1984)
- Mickey’s Space Adventure (1984)
- The Black Cauldron (1984, ponownie wydana w 1986)
- Winnie the Pooh in the Hundred Acre Wood (1984)
- Mixed-Up Mother Goose (1987)
- Gold Rush! (1988)
- Eragon (2006)
- Codename: Iceman (1989)
- Rise of the Dragon (1990)
- Code Name - Iceman' (1990)
- The Adventures of Willy Beamish (1991)
- Heart of China (1991)
- Freddy Pharkas: Frontier Pharmacist (1993)
- Slater & Charlie Go Camping (1993)
- Pepper’s Adventures in Time (1993)
- Urban Runner (1995)
- Torin’s Passage (1995)
- Stay Tooned! (1996)
- RAMA (1996)
- Lighthouse: The Dark Being (1996)
- Lords of Magic (1998)
- seria King’s Quest
  1. King’s Quest I: Quest for the Crown (1984, wyprodukowana w 1983, ponownie wydana w 1987)
  2. King’s Quest II: Romancing the Throne (1985)
  3. King’s Quest III: To Heir Is Human (1986)
  4. King’s Quest IV: The Perils of Rosella (1988)
  5. King’s Quest V: Absence Makes the Heart Go Yonder! (1990, wersja CD-ROM z 1991)
  6. King’s Quest VI: Heir Today, Gone Tomorrow (1992, wersja CD-ROM z 1993)
  7. King’s Quest VII: The Princeless Bride (1994)
  8. King’s Quest VIII: The Mask of Eternity (1998)
- seria Space Quest
  1. Space Quest I: The Sarien Encounter (1986, poprawiona w 1990)
  2. Space Quest II: Vohaul's Revenge (1987)
  3. Space Quest III: The Pirates of Pestulon (1989)
  4. Space Quest IV: Roger Wilco and the Time Rippers (1991)
  5. Space Quest V: Roger Wilco in the Next Mutation (1993)
  6. Space Quest 6: The Spinal Frontier (1995)
- seria Leisure Suit Larry
  1. Leisure Suit Larry in the Land of the Lounge Lizards / Leisure Suit Larry 1 (1987, poprawiona wersja w 1991)
  2. Leisure Suit Larry Goes Looking for Love (in Several Wrong Places) / Leisure Suit Larry 2 (1988)
  3. Leisure Suit Larry 3: Passionate Patti in Pursuit of the Pulsating Pectorals (1989)
  4. Leisure Suit Larry 4 (niewydany, liczba opuszczona jako żart)
  5. Leisure Suit Larry 5: Passionate Patti Does a Little Undercover Work (1991)
  6. Laffer Utilities (1992)
  7. Leisure Suit Larry 6: Shape Up or Slip Out! (1993)
  8. Leisure Suit Larry 7: Love for Sail! (1995)
  9. Leisure Suit Larry's Casino (1998)
  10. Leisure Suit Larry 8: Lust in Space (niewydany)
  11. Leisure Suit Larry: Magna Cum Laude (2004)
  12. Leisure Suit Larry: Box Office Bust (2008)
- seria Lords of the Realm
  1. Lords of the Realm (1994)
  2. Lords of the Realm II (1996)
  3. Lords of the Realm II: Siege Pack (dodatek, 1997)
  4. Lords of the Realm III (2003)
  5. Lords of the Realm Royal Collection (1998, zawiera I, II część i Siege Pack)
- seria Police Quest
  1. Police Quest: In Pursuit of the Death Angel (1987, poprawiona wersja w 1991)
  2. Police Quest II: The Vengeance (1988)
  3. Police Quest III: The Kindred (1990)
  4. Police Quest IV: Open Season (1993)
  5. Police Quest: SWAT (1995)
  6. Police Quest: SWAT 2 (1998)
- seria Manhunter
  1. Manhunter: New York (1988)
  2. Manhunter 2: San Francisco (1989)
- seria Laura Bow
  1. The Colonel’s Bequest (1989)
  2. Laura Bow II: The Dagger of Amon Ra (1992)
- seria Conquests
  1. Conquests of Camelot: King Arthur, The Search for the Grail (1989)
  2. Conquests of the Longbow: The Adventures of Robin Hood (1992)
- seria Quest for Glory (potocznie Hero’s Quest)
  1. Quest for Glory I (a.k.a. Hero’s Quest I): So You Want to be a Hero (1989)
  2. Quest for Glory II (a.k.a. Hero’s Quest II): Trial by Fire (1990)
  3. Quest for Glory III: Wages of War (1992)
  4. Quest for Glory IV: Shadows of Darkness (1994)
  5. Quest for Glory V: Dragon Fire (1998)
- seria EcoQuest
  1. EcoQuest: The Search for Cetus (1991)
  2. EcoQuest 2: Lost Secret of the Rainforest (1993)
- seria Gabriel Knight
  1. Gabriel Knight: Sins of the Fathers (1993)
  2. The Beast Within: A Gabriel Knight Mystery (1995)
  3. Gabriel Knight 3: Blood of the Sacred, Blood of the Damned (1999)
- seria Phantasmagoria
  1. Phantasmagoria (1995)
  2. Phantasmagoria II: A Puzzle of Flesh (1996)
- series Shivers (seria gier) series
  1. Shivers (gra komputerowa) (1996)
  2. Shivers 2: Harvest of Souls (1997)

### Pozostałe gry
- World’s Scariest Police Chases (2001)
- Alien Legacy (1994)
- Casino Empire (2002)
- Sammy Lightfoot (1983)
- Donald Duck’s Playground (1984)
- Jones in the Fast Lane (1991)
- Quarky & Quaysoo's Turbo Science (1992)
- Betrayal at Krondor (1993)
- Betrayal in Antara (1997)
- Grand Prix Legends (1998)
- The Realm Online
- Sierra Championship Boxing
- Ultima II: Revenge of the Enchantress
- No One Lives Forever (seria)
- Red Baron
- Aces of the Pacific
- SWAT (seria)
- NASCAR Racing
- Tribes: Aerial Assault
- Metal Arms: Glitch in the System
- Homeworld i Homeworld 2
- seria Half-Life
  1. Half-Life: Opposing Force
  2. Half-Life: Blue Shift
  3. Half-Life: Decay
  4. Half-Life 2
  5. Half-Life 2: Episode One
  6. Half-Life 2: Episode Two
- seria F.E.A.R.
  1. F.E.A.R. Extraction Point
  2. F.E.A.R. Perseus Mandate
  3. F.E.A.R. Files
  4. F.E.A.R. 2
- seria 3-D Ultra Pinball
  1. 3-D Ultra Pinball (1996)
  2. 3-D Ultra Pinball: Creep Night (1996)
  3. 3-D Ultra Pinball: The Lost Continent (1998)
  4. 3-D Ultra Pinball: Thrill Ride (2000)
- seria Dr. Brain
  1. Castle of Dr. Brain (1991)
  2. Island of Dr. Brain (1992)
  3. The Lost Mind of Dr. Brain (1995)
  4. The Time Warp of Dr. Brain (1996)
  5. Dr. Brain Thinking Games: Puzzle Madness (1998)
- seria The Incredible Machine
  1. The Incredible Machine (1992)
  2. The Even More Incredible Machine (1993)
  3. Sid & Al's Incredible Toons (1993)
  4. The Incredible Machine 2 (1994)
  5. The Incredible Toon Machine (1994)
  6. The Incredible Machine 3.0 (1995)
  7. Return of the Incredible Machine: Contraptions (2000)
  8. The Incredible Machine: Even More Contraptions (2001)
- City Building Series
  1. Cezar (1993)
  2. Cezar II (1995)
  3. Cezar III (1998)
  4. Cezar IV (2006)
  5. Faraon (1999) i Kleopatra: Królowa Nilu (2000)
  6. Zeus: Pan Olimpu (2001) i Posejdon: Bóg Atlantydy (2002)
  7. Cesarz: Narodziny Państwa Środka (2003)
- seria Football Pro
- seria Baseball Pro
- seria Outpost
  1. Outpost (1994)
  2. Outpost 2: Divided Destiny (1997)
- seria Hoyle's
  1. Hoyle's Official Book of Games: Volume 1 (1989)
  2. Hoyle's Official Book of Games: Volume 2 (1990)
  3. Hoyle's Official Book of Games: Volume 3 (1991)
  4. Hoyle Casino
  5. Hoyle Board Games
  6. Hoyle Card Games
  7. Hoyle Classic Games
  8. Hoyle Kids Games
  9. Hoyle Puzzle Games
  10. Hoyle Table Games
  11. Hoyle Solitaire (1996)
  12. Hoyle Majestic Chess (2003)
  13. Hoyle Backgammon and Cribbage (1999)
  14. Hoyle Casino Empire (2002)
- Evil Genius (2004)
- seria Field & Stream
  1. Field & Stream: Trophy Bass 3D
  2. Field & Stream: Trophy Bass 4
  3. Field & Stream: Trophy Buck 'n Bass 2
  4. Field & Stream: Trophy Hunting 4
  5. Field & Stream: Trophy Hunting 5